# Scotch Bonnet

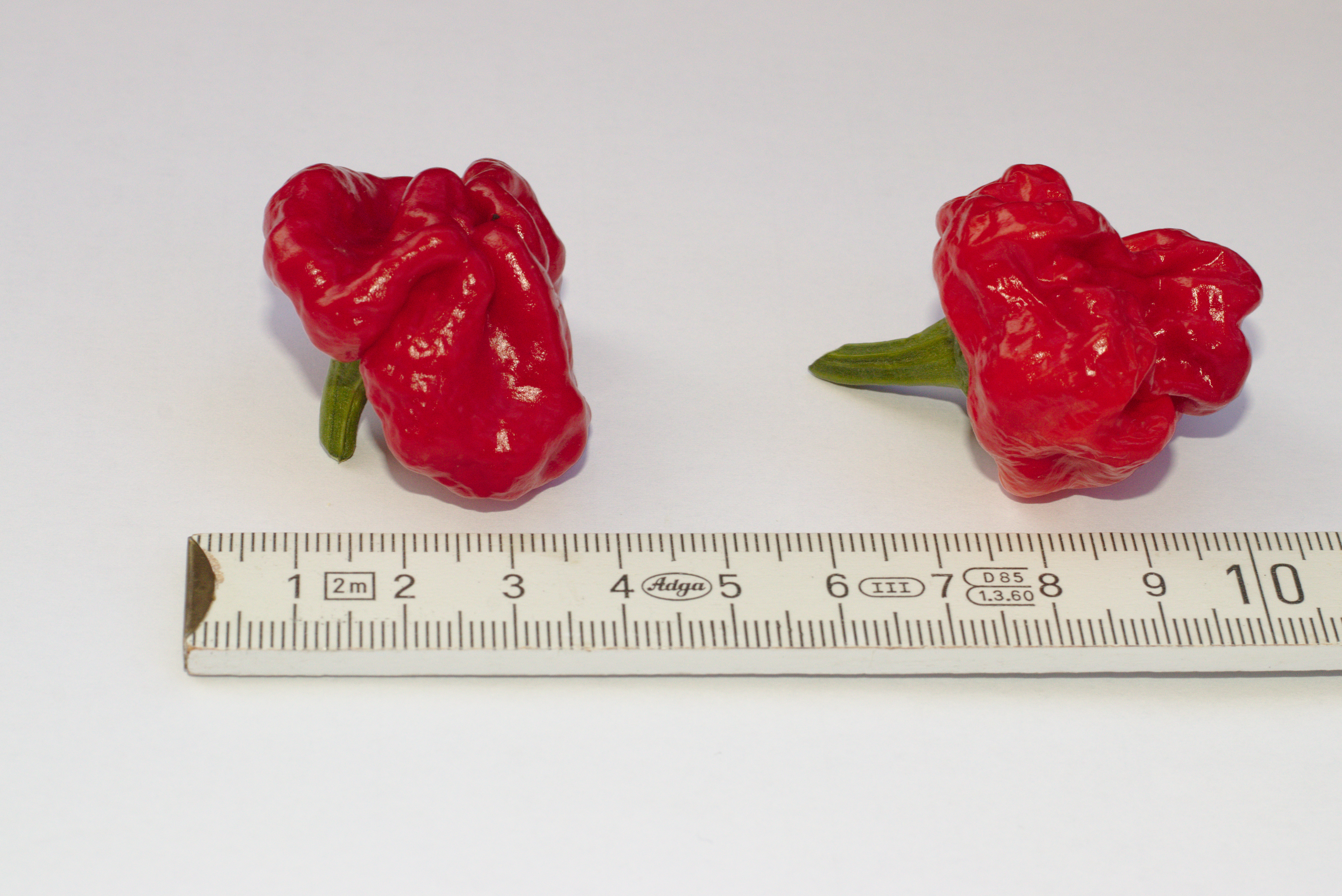
Zwei reife Scotch Bonnets

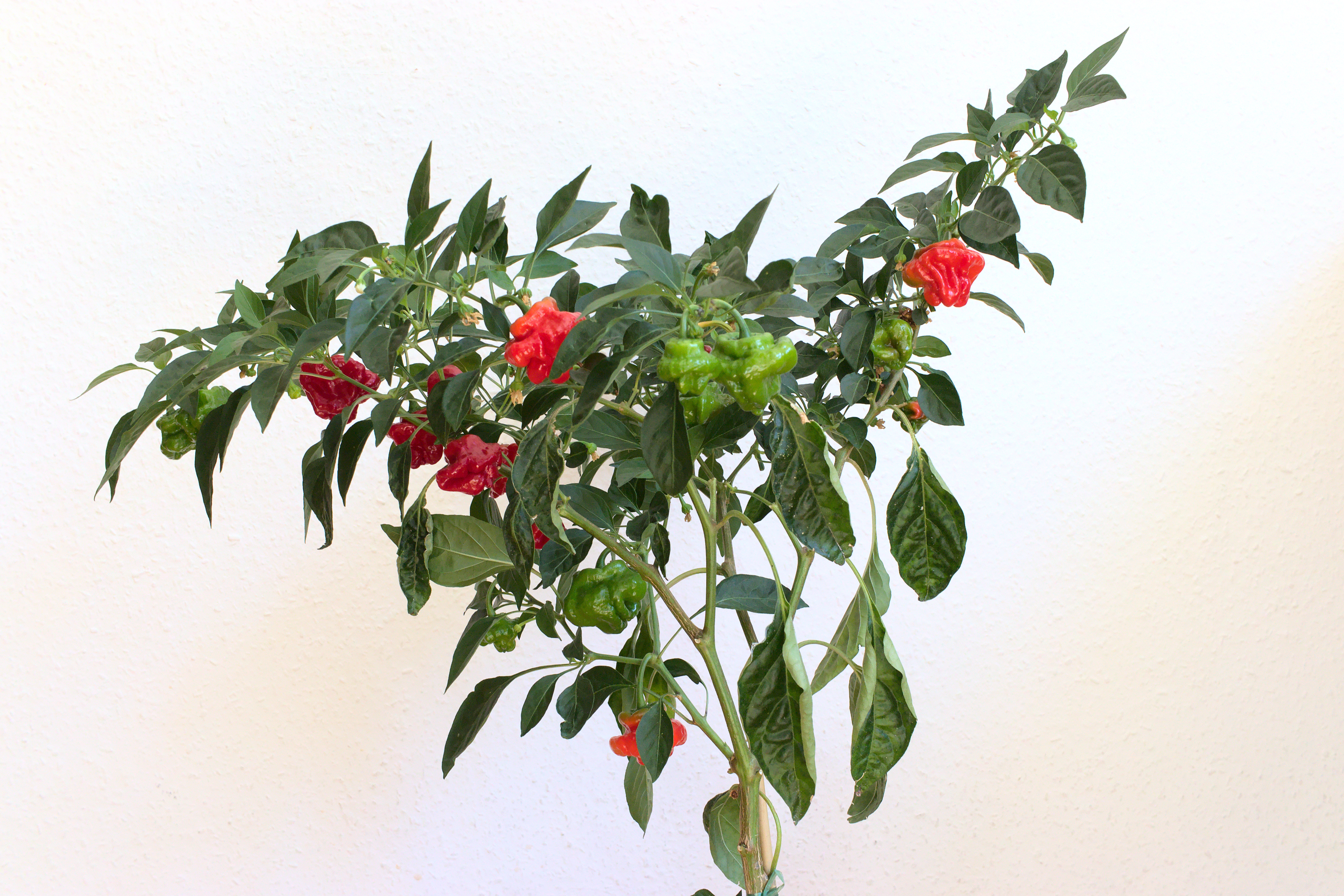
Strauch mit reifen und unreifen Früchten

Scotch Bonnet ist eine karibische Zuchtform der Chili-Art Capsicum chinense. Der Name ist die englische Bezeichnung für eine Schottenmütze und spielt auf die Form der Früchte an.

## Pflanze und Früchte
Die Pflanze wächst als buschiger Strauch und wird 120 cm hoch. Sie kann im Wintergarten (höher null Grad Celsius) auch in unseren Breitengraden überwintert werden, was einen deutlich besseren Start in die nächste Wuchsperiode erlaubt.
Anders als die meisten Chilis sind die Früchte breiter als lang und deutlich gefurcht. Die anfangs grünen Früchte färben sich mit zunehmender Reife von gelb bis orangerot. Sie zählen neben Habaneros und der indischen Bhut Jolokia zu den schärfsten Chilis der Welt und erreichen auf der Scoville-Skala eine Schärfe von 150.000 bis 300.000 Einheiten.

## Geschmack und Verwendung
Neben ihrer extremen Schärfe haben frische Scotch-Bonnet-Chilis einen charakteristischen fruchtig-aprikosenartigen Geschmack, den es bei keiner anderen Chilisorte gibt. Die fruchtige Note wird beim Kochen zerstört. Ungekocht und frisch zubereitet sind Scotch Bonnets eine typische Zutat scharfer Karibikgerichte. Vor allem in Saucen werden sie oft zusammen mit Tropenfrüchten wie Papayas oder Mangos verwendet.